# Estádio Oscar Quiteño
O Estádio Óscar Quiteño localizado em Santa Ana, é a casa do Club Deportivo F.A.S. de El Salvador da Liga de Futebol Profissional da Primeira Divisão. É o terceiro maior estádio do país.